# Ida leest een brief
Ida leest een brief (Deens: Ida læser et brev) is een schilderij van de Deense kunstschilder Vilhelm Hammershøi, geschilderd in 1899, olieverf op doek, 66 x 59 centimeter. Het schilderij bevindt zich in privébezit. In 2012 werd het bij Sotheby's geveild voor ruim 1,7 miljoen pond sterling, op dat moment het hoogste bedrag ooit betaald voor een schilderij van een Deense kunstenaar.

## Context
In 1891 trouwde Hammershøi met Ida Ilsted, de zuster van zijn vriend en collega-kunstschilder Peter Ilsted. In 1898, na zijn eerste successen, betrok hij met haar een ruim appartement op de eerste verdieping van een zeventiende-eeuws huis aan de Strangade 30 te Kopenhagen. Voor de verhuizing lieten ze alle deuren, vensters, lambriseringen en sierlijsten helemaal wit schilderen. De eerder gekleurde muren en plafonds maakten ze wit. Vanaf het moment van verhuizing zou het spaarzaam ingerichte appartement, met de kale houten parketvloer, als decor dienen voor een groot aantal van Hammershøis schilderijen. Voortdurend experimenteerde hij er met de architectonische mogelijkheden en schoof hij met de meubels. Ida die een brief leest is een van de eerste werken die er ontstonden.

## Afbeelding
Ida leest een brief laat een vredig tafereel zien met een jongedame, Ida, de vrouw van de kunstenaar, die een brief leest. Het werk maakt een archaïsche indruk. Hammershøi ontdoet de omgeving van alle sentimentaliteit en elke symbolische bijbetekenis. Hij richt zich puur op de oplossing van de ruimte als zuiver picturaal probleem, waarbij met name diens kenmerkende aandacht voor de kwaliteit van het licht opvalt. De zilvergrijze tonaliteit kent nauwelijks variatie. Alles beperkt zich tot de essentie. Qua stijl toont het werk verwantschap met Hammershøis tijdgenoot James McNeill Whistler, alsook met de "gouden-eeuwer" Johannes Vermeer, die hij beide zeer bewonderde.
Treffend is de gelijkenis met Vermeers Brieflezend meisje bij het venster, dat Hammershøi tijdens een reis naar Nederland in 1887 in het Rijksmuseum had gezien: de houding van de vrouw en zelfs haar haardracht en kleding zijn sterk overeenkomstig. Belangrijk verschil is echter dat de lezeres in het werk van Hammershøi de blik niet naar het open raam heeft gericht, maar naar de geopende binnendeur, die uitkomt op een aangrenzende kamer. In plaats van de landkaart, een tweede verwijzing in het werk van Vermeer naar de buitenwereld, staat ze voor een tweede deur, die gesloten is. De kunstenaar geeft geen enkele aanwijzing die een narratieve context kunnen geven aan de brief of de lezeres. Buiten de brieflezeres wordt de wordt de ruimte eigenlijk door geen enkele activiteit gevuld, met uitzondering wellicht van het enkele bord en koffiekopje op de tafel, die haar alleen zijn onderstreept. Schrijver-filosoof Stefan Bollmann schrijft: "De tijd houdt niet voor een kort moment de adem in, hij staat eenvoudigweg stil. Zelfs de brief lijkt van nergens te komen - is in zekere zin ook een deur die van nergens lijkt te komen. Een vlucht uit de beslotenheid van deze ineenlopende kamers, al was het maar via de imaginaire weg van de brief, is van meet af aan tot mislukken gedoemd. Waar niets meer te vertellen valt verstarren ook de lezenden tot levenloze stoffering".

## Galerij

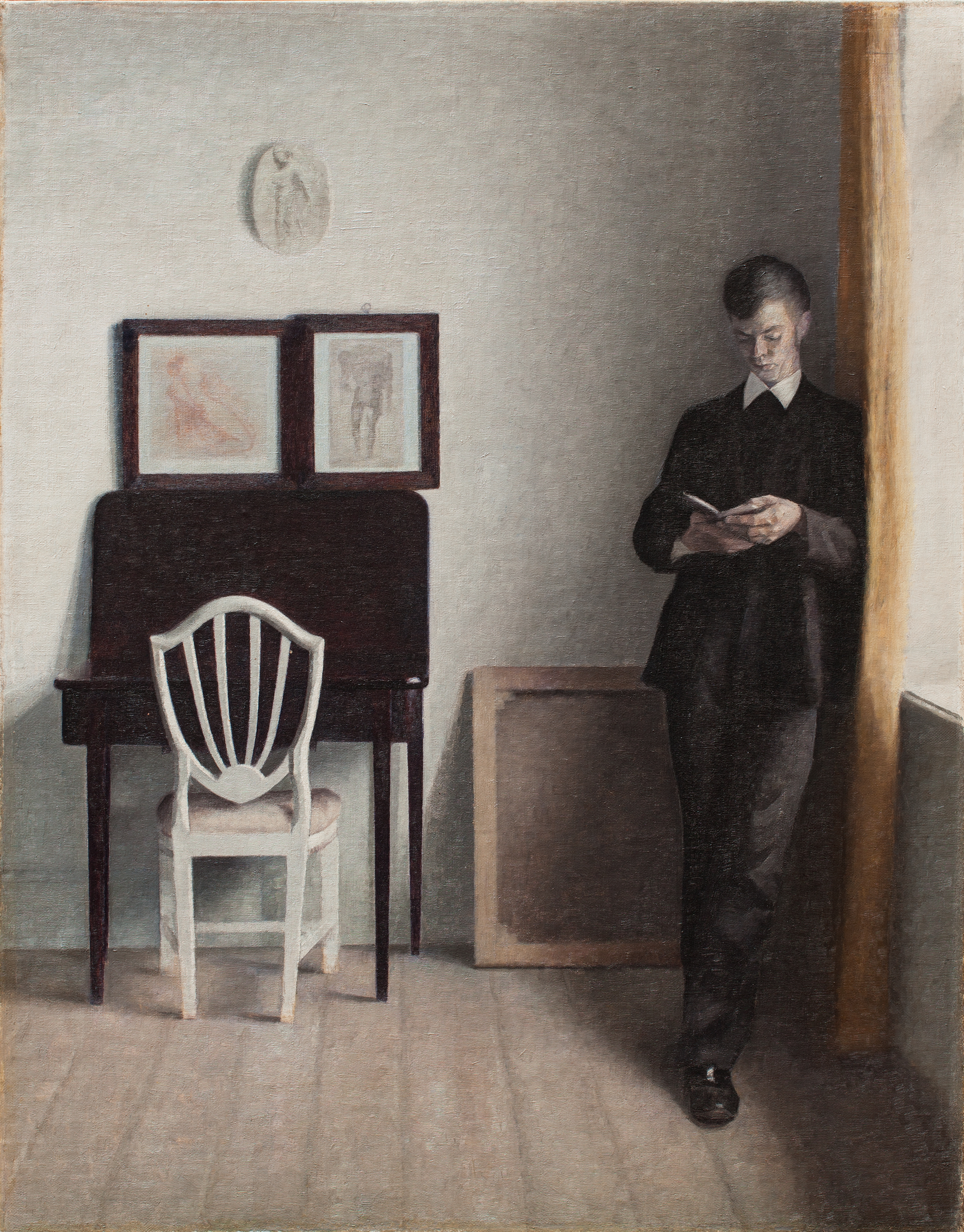
Interieur met een lezende jongeman, 1898, vergelijkbaar thema
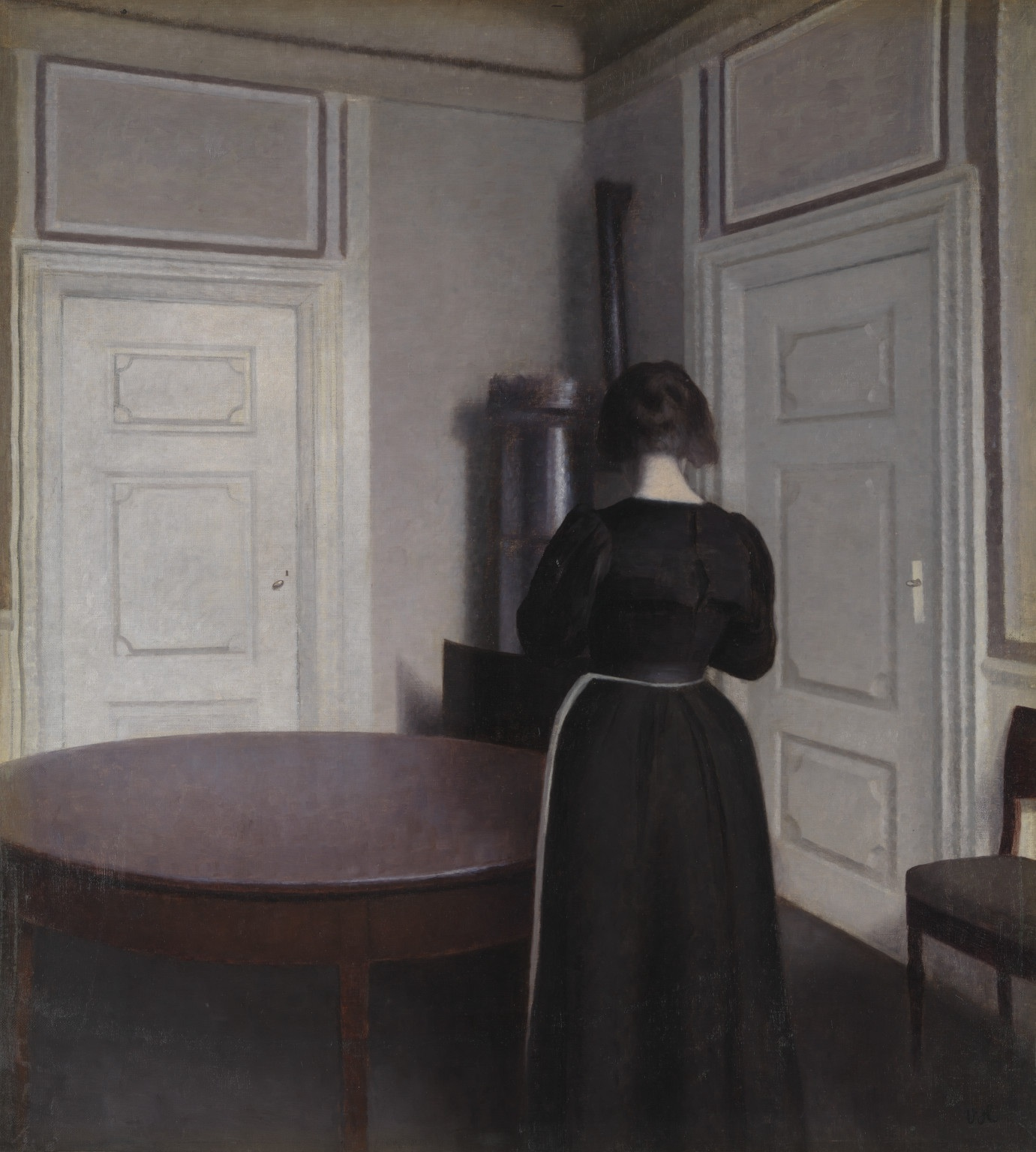
Interieur, 1899, Ida, zelfde kleding, zelfde haardracht, in dezelfde ruimte
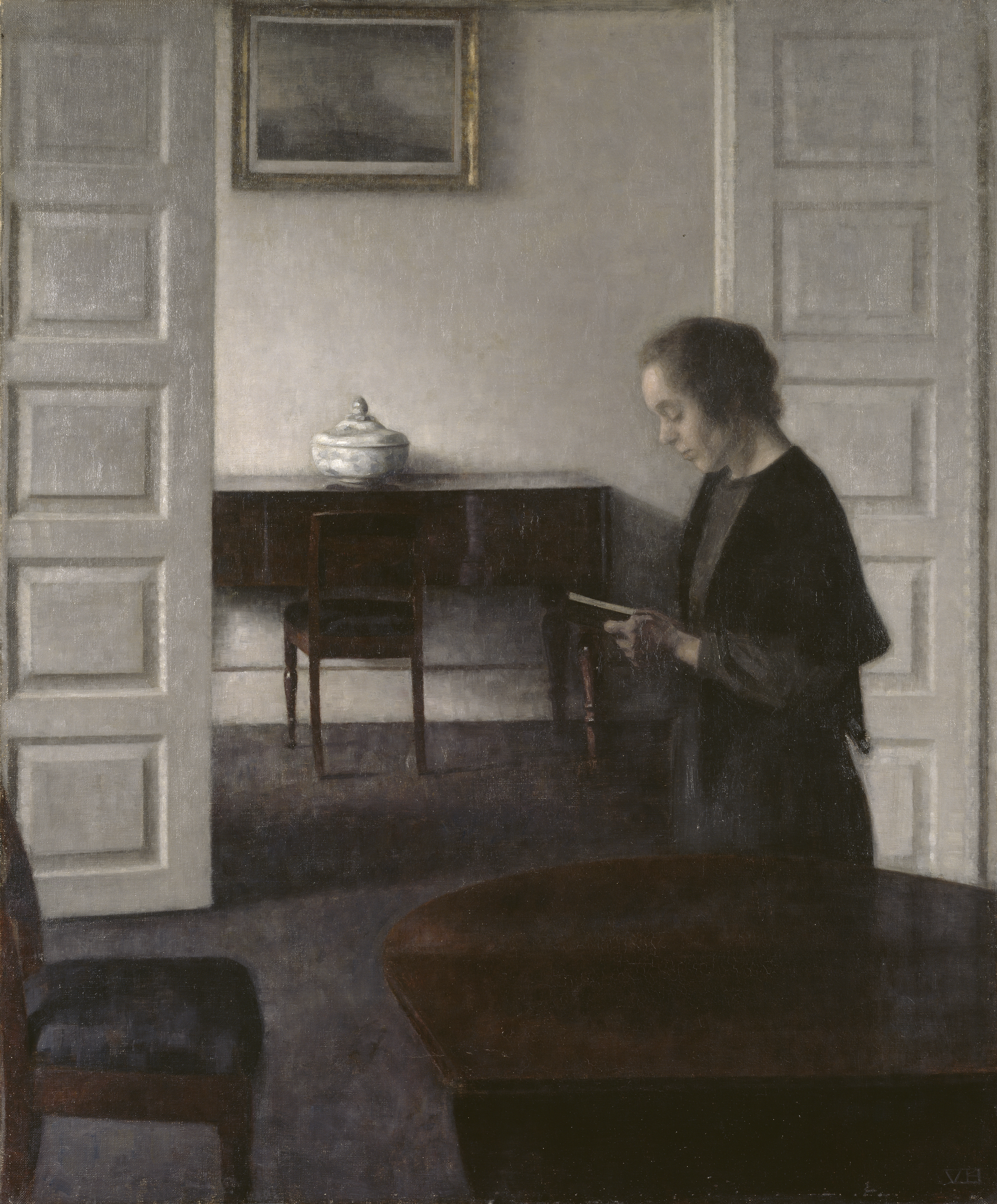
Interieur met een lezende vrouw, 1900, vergelijkbaar werk
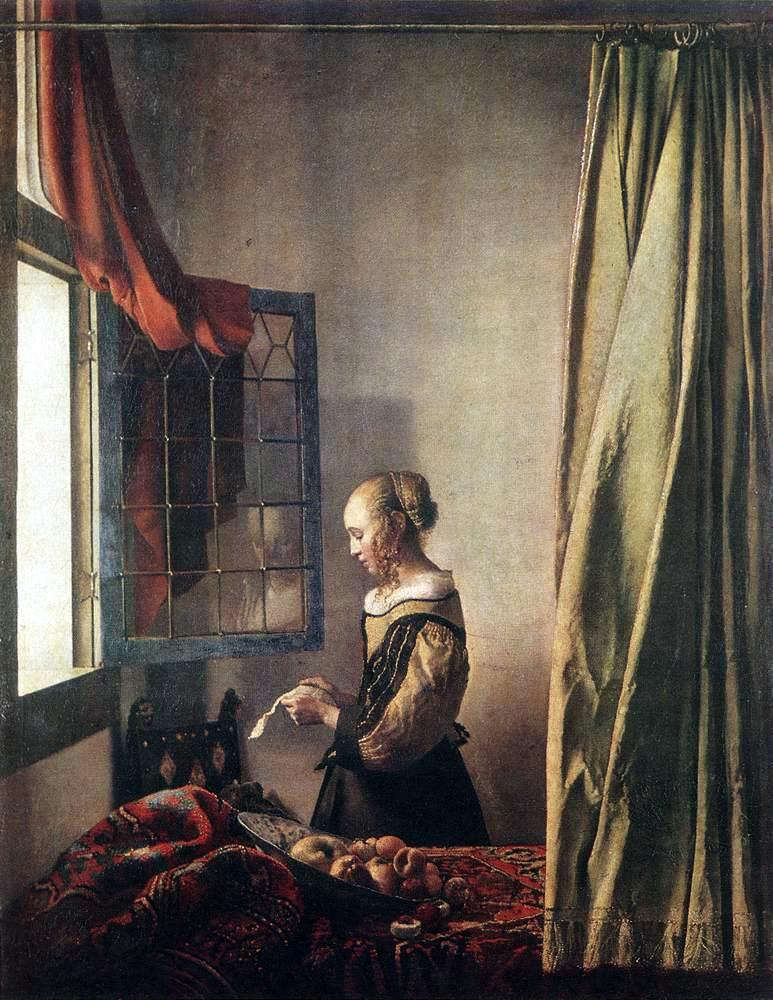
Vermeer: Brieflezend meisje bij het venster, 1657-1659, inspiratiebron